# Hội chứng Goltz
Hội chứng Goltz thường được gọi là bệnh giảm sản biểu bì khu trú ở người, trong tiếng Anh là focal dermal hypoplasia. Đây là một dạng rối loạn sinh sản của mô biểu bì, do gen PORCN bị đột biến thành dạng trội (gen lành là lặn), nên có thể di truyền và biểu hiện ở đời sau. Đây là một rối loạn đa hệ thống được đặc trưng chủ yếu bởi các biểu hiện ngay khi sinh, ở da bé sơ sinh có nhiều vùng thiếu tế bào biểu bì, từ đó gây ra nhiều biểu hiện như teo da cục bộ, xuất hiện những vết tấy màu vàng và thay đổi cả sắc tố da. Ngoài ra, rối loạn di truyền này còn làm cơ thể còi cọc và có thể kèm theo triệu chứng động kinh.

## Ngoại diện
Hội chứng bệnh này hiện có nhiều tên gọi khác nhau:
- Bệnh giảm sản biểu bì khu trú (focal dermal hypoplasia, viết tắt là FDH);
- Loạn sản biểu bì kết hợp (DHOF);
- Loạn sản biểu bì và trung bì bẩm sinh;
- Hội chứng loạn sản da khu trú;
- Loạn sản dermato-phalangeal khu trú;
- FODH;
- Hội chứng Jessner-Cole,  tên này có nguồn gốc từ tên của hai bác sĩ chuyên khoa da liễu là Max Jessner và Harold Newton Cole, những người đầu tiên phát hiện bệnh vào đầu thế kỷ 20;
- Hội chứng Goltz-Gorlin do Robert Goltz và Robert Gorlin phát hiện và mô tả.[5] Goltz và Gorlin đã làm việc cùng nhau tại Đại học Columbia và được ghi nhận là mô tả các triệu chứng rối loạn chi tiết hơn bao giờ hết và có theo dõi xu hướng di truyền của nó. Tên này trở nên phổ biến trong nửa sau của thế kỷ 20.[6]

## Cơ sở di truyền học

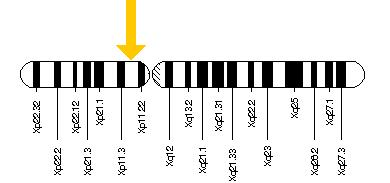
Lô-cut gen PORCN trên X.

Gen PORCN mã hoá một enzym quan trọng là Porcupine O-acyltransferase, định vị trên nhiễm sắc thể giới tính X của người (hình bên), kích thước khoảng 48.367.346 đến 48.379.201 bp (cặp base). Khi gen này là bình thường (gen lành), thì enzym được phiên mã tạo thành prôtêin bình thường (cũng gọi là PORCN). Khi gen bị đột biến (tần số rất thấp) thì sẽ sản sinh ra prôtêin PORCN đột biến, gây bệnh ngay cả khi có gen PORCN lành trong cơ thể, do đó là gen trội, kế thừa theo phương thức di truyền gen trội liên kết X.
Bệnh rất hiếm gặp, hiện ở Hoa Kỳ mới gặp khoảng 25 - 30 ca bệnh này. Trong số những người bệnh thì 90% là thuộc nữ giới.
- Khi mẹ bị bệnh mà bố không bị, thì có hai trường hợp

- Mẹ là thể đồng hợp sẽ sinh ra tất cả các con bị bệnh: Mẹ bệnh (XPXP) × Bố lành (XpY) → Con gái bệnh (XPXp) + Con trai bệnh (XPY).
- Mẹ là thể dị hợp sẽ có thể sinh các con với tần số: 1/2 số con gái bị bệnh (1/2 lành) + 1/2 số con trai bệnh (1/2 lành) như hình 1 biểu diễn:
Mẹ bệnh (XPXp) × Bố lành (XpY) → Con gái bệnh (XPXp) + Con gái lành (XPXp) + Con trai bệnh (XPY) + Con trai lành (XpY).
- Khi mẹ lành mà bố bị bệnh, thì tất cả con trai đều lành, nhưng tất cả con gái bệnh, vì con gái nhận alen trội từ nhiễm sắc thể X của còn con trai chỉ nhận nhiễm sắc thể Y từ bố: Mẹ XpXp × Bố XPY → XPXp + XpY.

## Chẩn đoán
Chẩn đoán cần phân biệt với hội chứng Setleis lặn tự phát do đột biến gen TWIST2. Cũng dễ nhầm với dị thường polymicrogyria, hội chứng sắc tố incontinetia, hội chứng bạch cầu hạt, hội chứng Rothmund-Thomson và microphthalmia với hội chứng khiếm khuyết MLS.

## Điều trị
Hiện nay, tất cả các bệnh di truyền cũng như các rối loạn di truyền ở người không có cách điều trị phổ cập và điều trị khỏi hoàn toàn. Mọi cách điều trị thường chỉ là "quản lý" để hạn chế biểu hiện bệnh, hoặc điều trị triệu chứng.